# Nothrotheriops
Nothrotheriops és un gènere de peresós terrestre que visqué durant el Plistocè a Nord-amèrica, des del que avui en dia és Mèxic fins al sud dels Estats Units. Aquest gènere de xenartre de la mida d'un os estava emparentat amb el més gran i famós megateri, tot i que actualment s'ha situat en una família diferent, en la dels notrotèrids.